# Liliana Corobca
Liliana Corobca (n. 10 octombrie 1975, Săseni, raionul Călărași, RSS Moldovenească, URSS) este scriitoare și cercetătoare a cenzurii comuniste în România.

## Biografie
Liliana Corobca este absolventă a Facultății de Litere din cadrul Universității de Stat din Moldova (1992-1997) și doctor în litere la Universitatea din București (2001). A fost cercetător științific la Institutul de Istorie și Teorie Literară „G. Călinescu” din București (2002-2011).  Este editor, expert în domeniul Exilului românesc și cercetător la Institutul de Investigare a Crimelor Comunismului și Memoria Exilului Românesc. A publicat mai multe cărți despre cenzură.
Este cunoscută și pentru activitatea ei literară, fiind un autor prolific, unele dintre romane fiind cărți premiate și bestselleruri. Cărțile Lilianei Corobca sunt traduse în limba italiană, în germană, În slovenă. Romanul Un an în paradis a fost tradus de către Ernest Wichner cu titlul Ein Jahr im Paradies (Stuttgart, 2011). A beneficiat de burse și rezidente de creație în Germania, Austria, Polonia, Franța. Din 2007 este membră a Uniunii Scriitorilor din România, din 2017, membră PEN Club România.
În 2014 a reprezentat România la Vilenica International Literary Festival din Slovenia , Festivalul Internațional de Literatură din Leukerbad  și la Târgul de Carte de la Frankfurt.  Romanul Kinderland a fost dramatizat la Teatrul de stat din Ljubljana în 2017.

## Volume publicate
- Negrissimo (Editura Arc, Chișinău, 2003, ISBN 9975-61-312-8; 2021, ISBN 9789975005388);
- Personajul în romanul românesc interbelic (teză de doctorat, Editura Universității din București, 2003, ISBN 973-575-786-9);
- Un an în Paradis (Editura Cartea Românească, 2005, ISBN 978-3-937158-53-2; Editura Arc, Chișinău, 2021, ISBN 9789975005371) tradus în limba italiană cu titlul Un anno all’inferno (Gruppo Editoriale Zonza), 2009, ISBN 978-88-8470-269-2); în 2009 și în limba germană în 2011 (ISBN 973-23-1554-7, ISBN 978-3-937158-53-2);
- Kinderland (roman, Editura Cartea Românească, 2013, ISBN 9789732330012, , Ed. Polirom, 2015, ISBN 978-973-46-5516-8); nominalizat  la Premiul Augustin Frățilă și la Premiul Național de Proză Ziarul de Iași[18]. Tradus în germană de Ernest Wichner, cu titlul Der erste Horizont meines Lebens (Zsolnay, Wien, 2015,ISBN 978-3-552-05732-6, ISBN 978-3-552-05746-3; Büchergilde Gutenberg, Frankfurt am Main, 2016, ISBN 978-3-7632-6869-6)[19], în slovenă de Aleš Mustar (Ed. Modrijan, Ljubljana, 2015, ISBN 978-961-241-905-9)[20], în sîrbă de Ileana Ursu Nenadić, Marija Nenadić Žurca, Ed. Arete, Belgrad, 2021[21][22], în italiană Elena di Lernia, Cisla Editore, Trani, 2022,  ISBN 978-88-946778-0-5[23].
- Controlul cărții. Cenzura literaturii în regimul comunist din România (Editura Polirom, 2014, ISBN: 9789732330647 ISBN 9789732330647);[24] [25] [26] (nominalizat la premiile revistei Observator Cultural[27] și la Premiul PEN România[28];
- Cenzura pentru începători. Die Zensur. Für Anfänger , Monolog in Drei Akten, trad. din l. germană de Gerhardt Czejka (Editura Tannhäuser, Ottensheim am Donau, 2014)[29], ISBN 978-3-900986-83-4);
- Imperiul fetelor bătrâne (roman, Editura Cartea Românească, 2015, ISBN 9789732331316). Fragmente din acest roman au apărut în antologiile Solitude Atlas (coord. Jean-Baptiste Joly), Edition Solitude Stuttgart, 2015[30] și Glückliche Wirkungen: Eine literarische Reise in bessere Welten (coord.: Alida Bremer und Michael Krüger) , Propylaen Verlag, Berlin, 2017[31];
- Caiet de cenzor (roman, Ed. Polirom, Iași 2017, ISBN 978-973-46-6614-0), tradus în engleză de Monica Cure, Ed. Seven Stories Press, NY, ISBN: 9781644211502[32];
- Capătul drumului (roman,  Ed. Polirom, Iași,  2018, ISBN 978-973-46-7212-7);
- Buburuza (roman,  Ed. Polirom, Iași,  2019, ISBN: 9789734679645);
- Iluzia cristalizării. Comunism, exil, destine, Liliana Corobca în dialog cu Radu Negrescu‑Suțu (Corint, București, 2019, ISBN: 9786067936421);
- Ionesco. Elegii pentru noul rinocer, biografie romanțată (Ed. Polirom, Iași, 2020, ISBN: 9789734680931).

## Volume editate
- Alexandru Busuioceanu. Un roman epistolar al exilului românesc. Corespondență (1942-1961) (2 vol., Editura Jurnalul literar, București, 2003, 2004);
- Poezia românească din exil (antologie, prefață și note, Institutul Cultural Român, București, 2006);
- Golgota românească. Mărturiile bucovinenilor deportați în Siberia (în colaborare, Editura Saeculum I.O., București, 2009);
- Epurarea cărților în România. Documente (1944-1964) (Editura Tritonic, București, 2010, ISBN 978-606-92290-1-9);
- Instituția cenzurii comuniste în România (1949-1977), vol. I (Editura Ratio et Revelatio, 2014, ISBN 9786069360255). [33]

## Premii și distincții
- Premiul „Prometheus” pentru debut al revistei România literară
- Premiul pentru debut în proză al Uniunii Scriitorilor din Republica Moldova
- Premiul pentru Proză pe anul 2013 pentru romanul Kinderland [34]
- Premiul Cristal la Festivalul Internațional de la Vilenica [35][36]
- Premiul "Dimitrie Onciul" al Fundației Culturale Magazin istoric (2015, pentru Instituția cenzurii comuniste în România)[37]

## Interviuri
- Interviu Ziarul Financiar
- Liliana Corobca: ”Eu sunt tipul de scriitor vulcanic” – interviu
- Liliana Corobca: „Unde nu e economie, cultura șchiopătează…”
- „Nu am scris ca să judec sau ca să iert“ – interviu cu Liliana COROBCA (Dilema veche, nr. 686, 13-19 aprilie 2017)
- Liliana Corobca: Mai devreme sau mai tarziu, omul va descoperi cartea ca simbol triumfator al umanitatii sale.
- Bibliotecă de scriitor
- „Mi-am propus să intru în pielea unui cenzor și să simt ce a simțit el” Arhivat în 16 august 2017, la Wayback Machine.
- „Idolii de ieri sunt și ei oameni, aproape ca tine”, blog.goethe.de
- Moldova este pentru mine un fel de Paradis pierdut, https://www.europalibera.org

## Emisiuni radio
- Radio Romania Cultural, "Scriitori la microfon" Arhivat în 15 octombrie 2014, la Wayback Machine.
- Revista Literara Radio - Liliana Corobca
- Radio Romania Cultural. Vorba de cultură
- All You Can Read, interviu cu Marius Chivu
- Radio Romania Cultural, "Scriitori la microfon". Drept de autor
- "Dialogurile 4x4",WYL
- Timpul prezent în literatură – supraviețuirea prin poveste (interviu cu Adela Greceanu)